# Дасий, Гаий и Зотик
Дасий (др.-греч. Δάσιος, лат. Dasius; казнён в 303, Никомедия), Гаий и Зотик — Никомедийские мученики, святые, почитаемые в лике мучеников Римско-католической и Православными церквями (день памяти — 21 октября).

## Биография
Согласно агиографическим источникам, Дасий был слугой в находившейся в Никомедии резиденции римского императора Диоклетиана. По одним данным, вместе со своими товарищами Зотиком и Гаием он был несправедливо обвинён язычниками в поджоге императорской резиденции. По другим известиям, Дасий со товарищами был схвачен после того, как низвергнул дары, возложенные на алтари языческих богов. Несмотря на жестокие пытки, Дасий, Зотик и Гаий отказались отречься от христианской веры. По приказу императора они были  утоплены, став одними из первых жертв Великого гонения на христиан в начале IV века.
Как святые Дасий, Зотик и Гаий упоминались уже в сирийском мартирологе конца IV — начала V века, однако без упоминания о подробностях их мученичества. В «Мартирологе Иеронима» уже сообщалось о месте их казни — городе Никомедии, и о том, что вместе с тремя святыми пострадали и последовавшие их примеру двенадцать римских воинов. Более подробный рассказ о Дасии и его товарищах содержится в византийском житии этих святых, информация из которого легла в основу свидетельств позднейших синаксарей. В «Римском мартирологе» днём памяти святых Дасия, Зотика и Гаийя, мучеников никомедийских, названо 21 октября.